# Apostelenkerk (Keulen)
De Apostelenkerk (Duits: St. Aposteln) is een van de twaalf grote romaanse basilieken in de Duitse stad Keulen. De drieschepige kerk ligt in de binnenstad aan de Neumarkt.
De kerk staat onder de zorg van Förderverein Romanische Kirchen Köln.

## Geschiedenis
Op de plaats van de huidige Apostelenkerk zou reeds in de 9e eeuw een kerk hebben gestaan. Zeker is dat in de 10e eeuw er sprake was van de stichting van een stift. Deze eerste Apostelenkerk stond toen buiten de nog bestaande Romeinse stadsmuren. De in de 11e eeuw aan de periferie van de oude stad door aartsbisschop Pilgrim gestichte kerk van het Apostelenstift was een grote, drieschepige basiliek met transept en koor in het westen, op de plaats van de huidige hoofdtoren. De situering van het koor in het westen is in christelijke godshuizen niet gebruikelijk. De meeste kerken zijn oostelijk georiënteerd met een hoofdaltaar en koor in het oosten.
Pas in 1106 werden nieuwe stadsmuren gebouwd en vanaf 1180 tot ver in de 13e eeuw nog één met twaalf stadspoorten die een aanmerkelijke groter gebied omringde. Tegelijkertijd met de nieuwe stadsmuur werd vanaf 1180 naast de reeds bestaande handelsplaatsen de aan de kerk grenzende Neumarkt aangelegd.
Rond 1150 onderging de kerk een grondige verandering. Het westkoor van de kerk werd vernieuwd en boven de westelijke crypte werd een 67 meter hoge toren gebouwd. Er wordt verondersteld dat een brand hiertoe aanleiding gaf. In heel Keulen heerste echter in de 12e eeuw een ware bouwkoorts en het zou heel goed mogelijk kunnen zijn dat deze verbouwing ook zonder deze brand had plaatsgevonden.
In 1192 is er opnieuw sprake van brand. Bij de herbouw in 1200 wordt het zeer bijzondere en imposante klaverbladkoor opgericht. Tegelijkertijd krijgt de viering dan de achthoekige koepel en worden naast de beide zijden van het oostkoor koortorens gebouwd.
In 1802 werd ingevolge de secularisatie in de Franse tijd het Apostelenstift opgeheven. De stiftgebouwen werden in de periode 1815-1827 gesloopt. De kerk werd vanaf dat moment een gewone parochiekerk. Met de sluiting van het klooster trad ook het verval van de kerk in. De situatie werd zo ernstig, dat wegens bouwvalligheid de kerk op last van het gezag in 1822 werd gesloten. Er werd gerept over sloop van de kerk maar uiteindelijk koos men voor herstel. Een omvangrijke restauratie vond plaats in 1872-1891. Bij deze restauratie werd de kerk teruggebracht naar het laatromaanse ontwerp.

## Verwoesting en herbouw
Gedurende de Tweede Wereldoorlog werd Keulen door de vele Britse bombardementen voor 95% verwoest. Ook de Apostelenkerk leed enorm tijdens de luchtaanvallen. Daken, gewelven, het noordelijke zijschip en de bovenste delen van de toren werden vernietigd. Tot 1957 werd de kerk deels provisorisch herbouwd. Het herstel van het klaverbladkoor in de oorspronkelijke vorm vond in de jaren 60 plaats. Een bij de wederopbouwwerkzaamheden ontdekte crypte werd opnieuw uitgegraven en hersteld. Het gehele herstel nam 40 jaar in beslag.
Op 18 september 1965 verleende paus Paulus VI de kerk de status basilica minor.
Rond 1900 kreeg het interieur van de kerk een byzantijnse sfeer door de hele kerk van mozaïeken en fresco's te voorzien. Deze gingen in de oorlog geheel verloren en werden bij de wederopbouw niet hersteld. Slechts één mozaïek van De Goede Herder in het westelijk transept overleefde de oorlog. Lange tijd bleven de muren wit, maar in de jaren 1988-1993 werden de gewelven van de kerk door de kunstenaar Hermann Gottfried voorzien van nieuwe muurbeschilderingen met scènes van de Openbaring van Johannes. De kunstenaar gebruikte weinig kleuren en zijn stilistisch werk is duidelijk als 20e-eeuws te herkennen. Tot op de dag van vandaag zijn de beschilderingen in de middeleeuwse kerkruimte zeer omstreden.

## Kunstwerken
Van de kerkschat is de Heribertkelk uit de 13e eeuw het meest waardevolle voorwerp. Op de kerk zijn de beeltenissen van de twaalf apostelen gegraveerd. Tot de kerkschat behoren ook een stiftszegel uit de 12e eeuw, een gotische monstrans uit 1409 en een houten met zilver belegde crucifix met ivoren corpus uit 1640. Hierna volgt een opsomming van de belangrijkste kunstwerken in de kerk.
- In de noordelijke apsis bevindt zich een van een barok altaar afkomstig schilderij van Johann Wilhelm Pottgießer voorstellende "Het martelaarschap van de Heilige Catharina"
- Uit de in de 19e eeuw afgebroken Noodhelperskapel zijn de uit verschillende stijlperiodes daterende 14 beelden van de Noodhelpers. De beelden werden in 1898 en in 1979-1983 gerestaureerd.
- Een houten beeld van Christus als de "Man van Smarten" uit 1450;
- Een neogotisch retabel met een Madonna met Kind uit 1500;
- Een vermoedelijk 19e-eeuwse piëta;
- Een 11e-eeuws doopbekken.
- Bij de ingang van de crypte staan twee houten beelden van de apostelen Petrus en Paulus uit het jaar 1761. De beelden behoorden oorspronkelijk tot het in 1819 afgebroken barokke hoogaltaar.

## Afbeeldingen

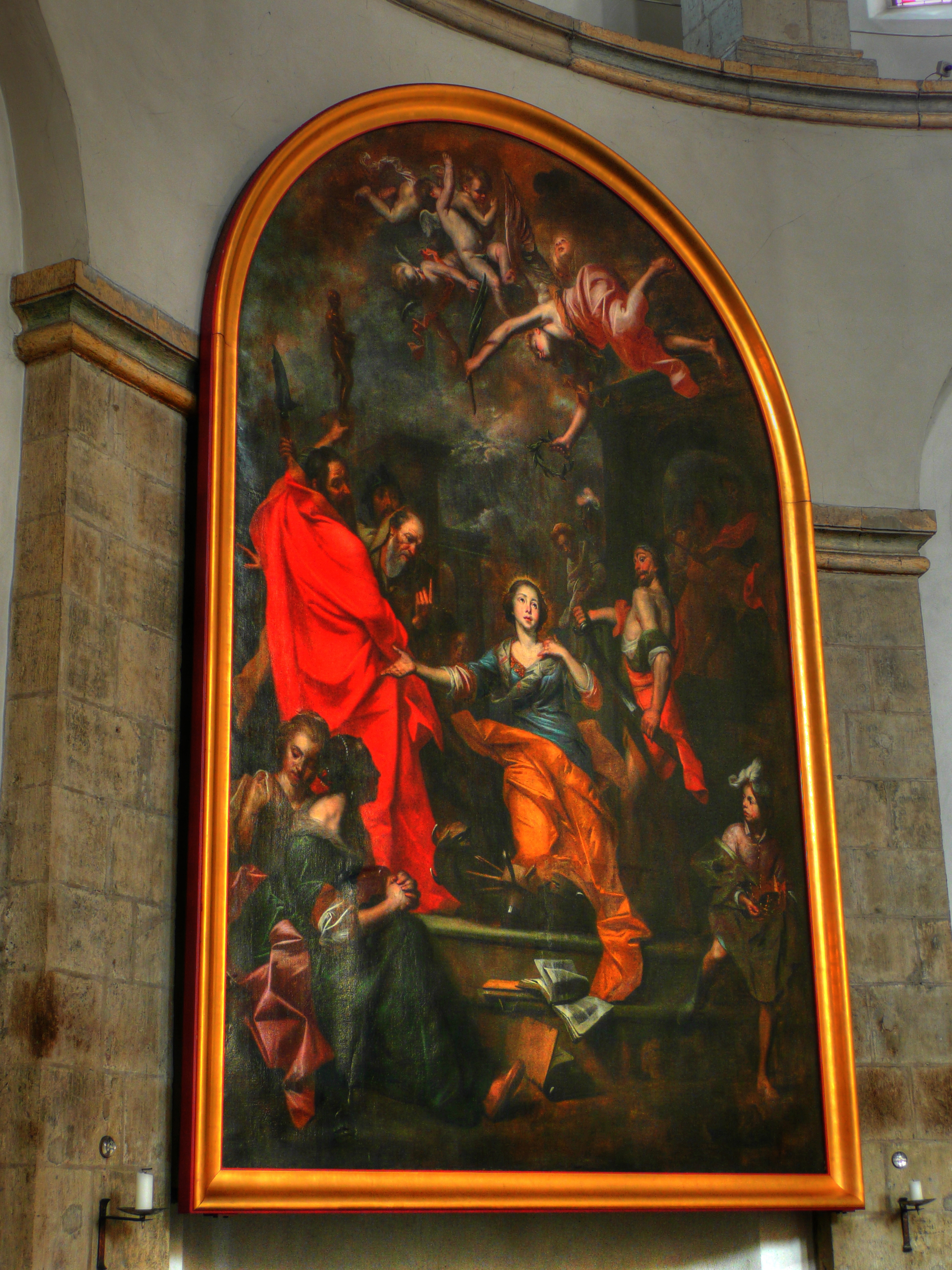
Schilderij Het martelaarschap van de Hl. Catharina
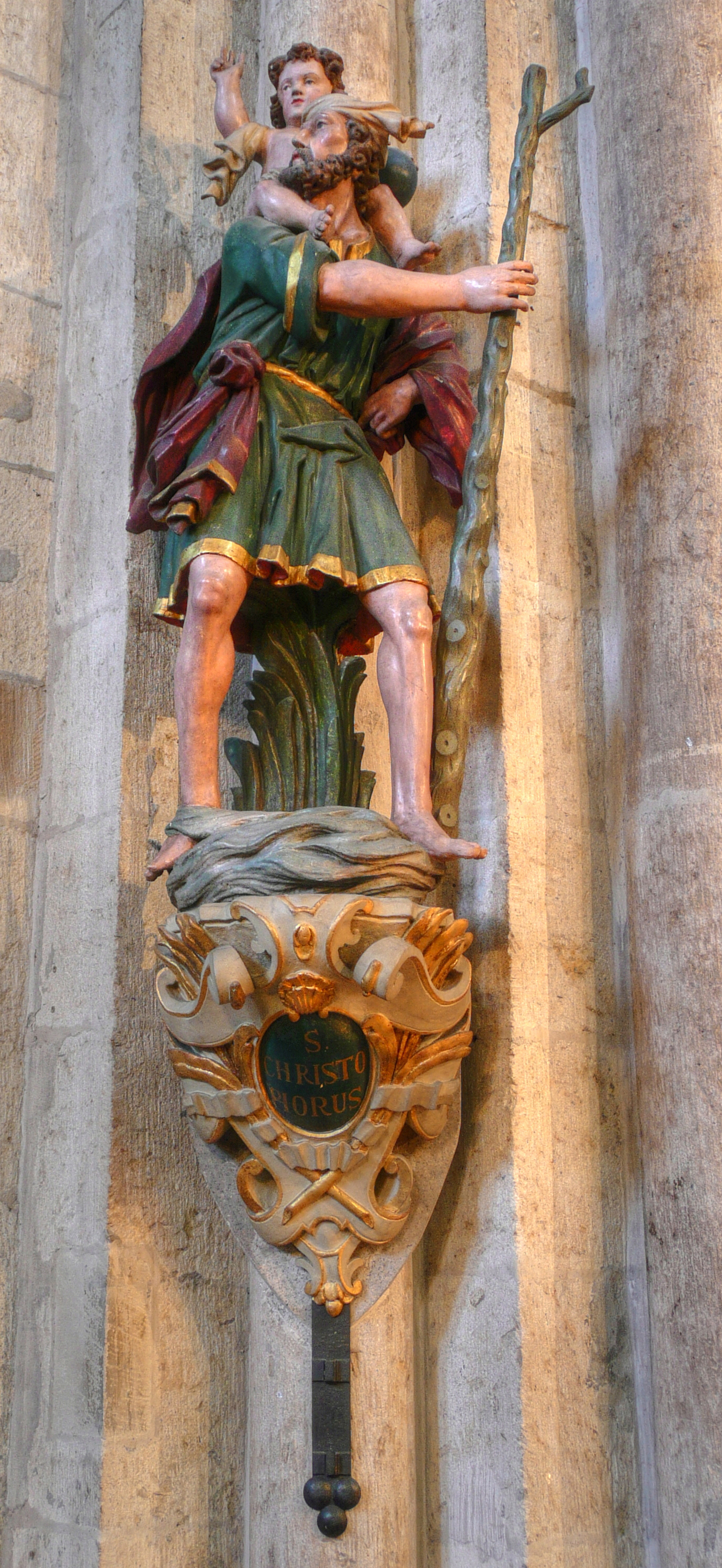
Beeld van de noodhelper Christoffel
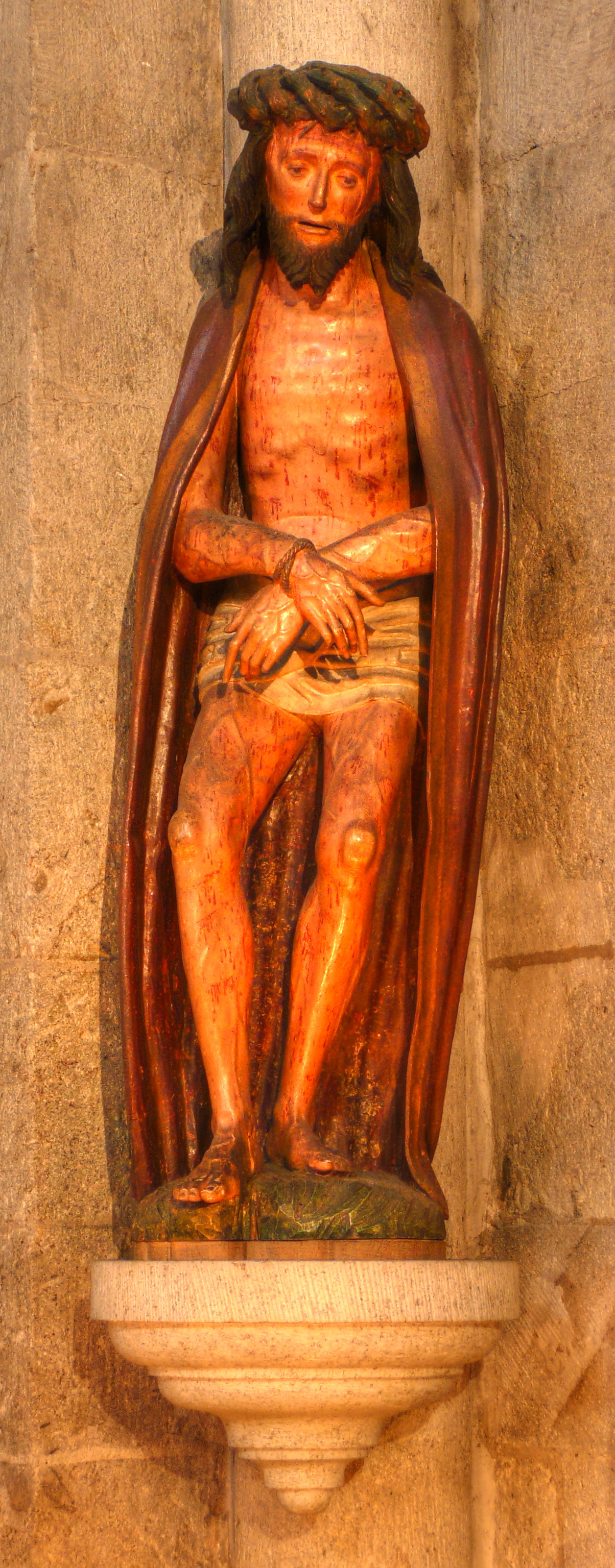
Man van Smarten
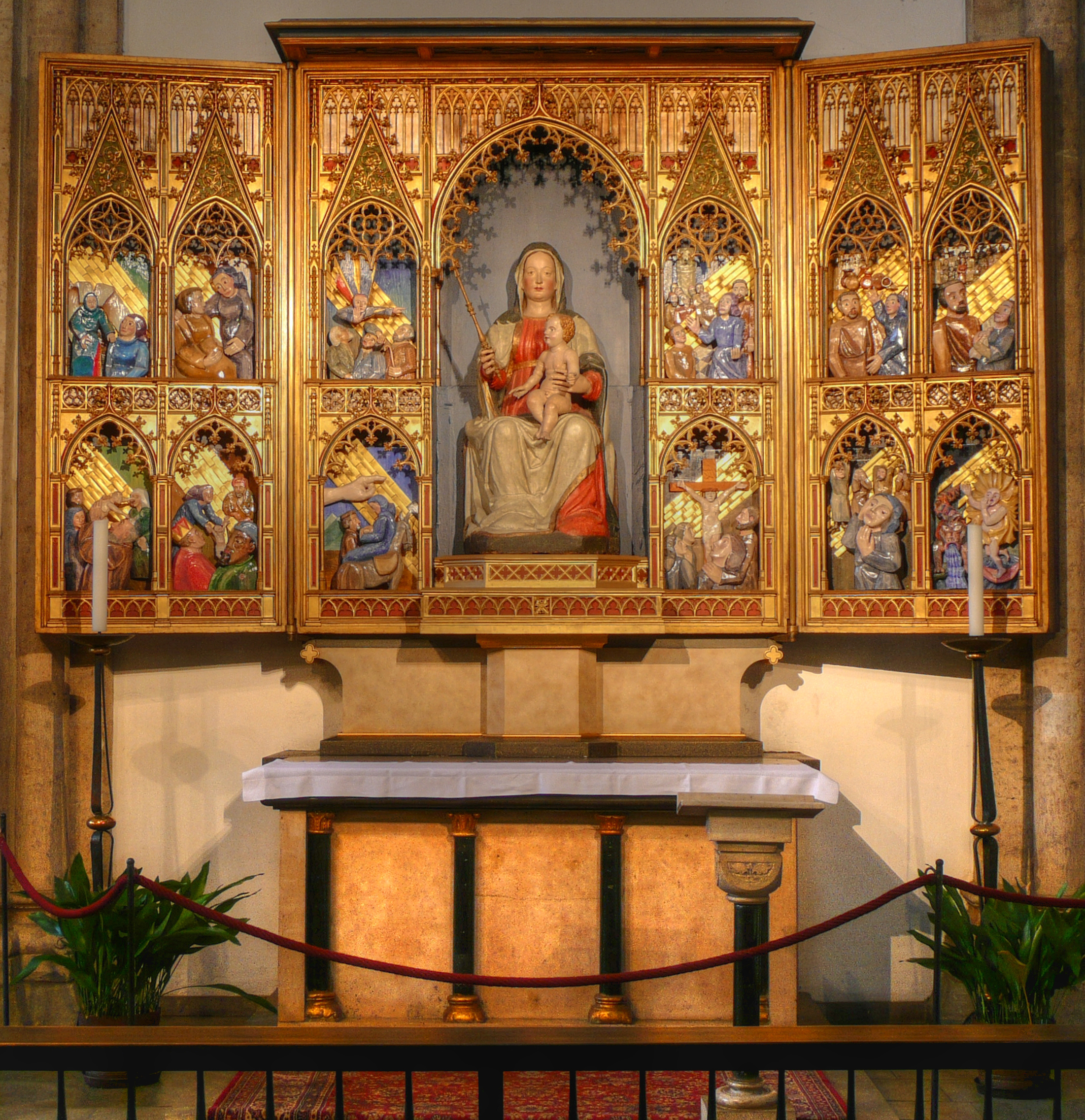
Maria-altaar
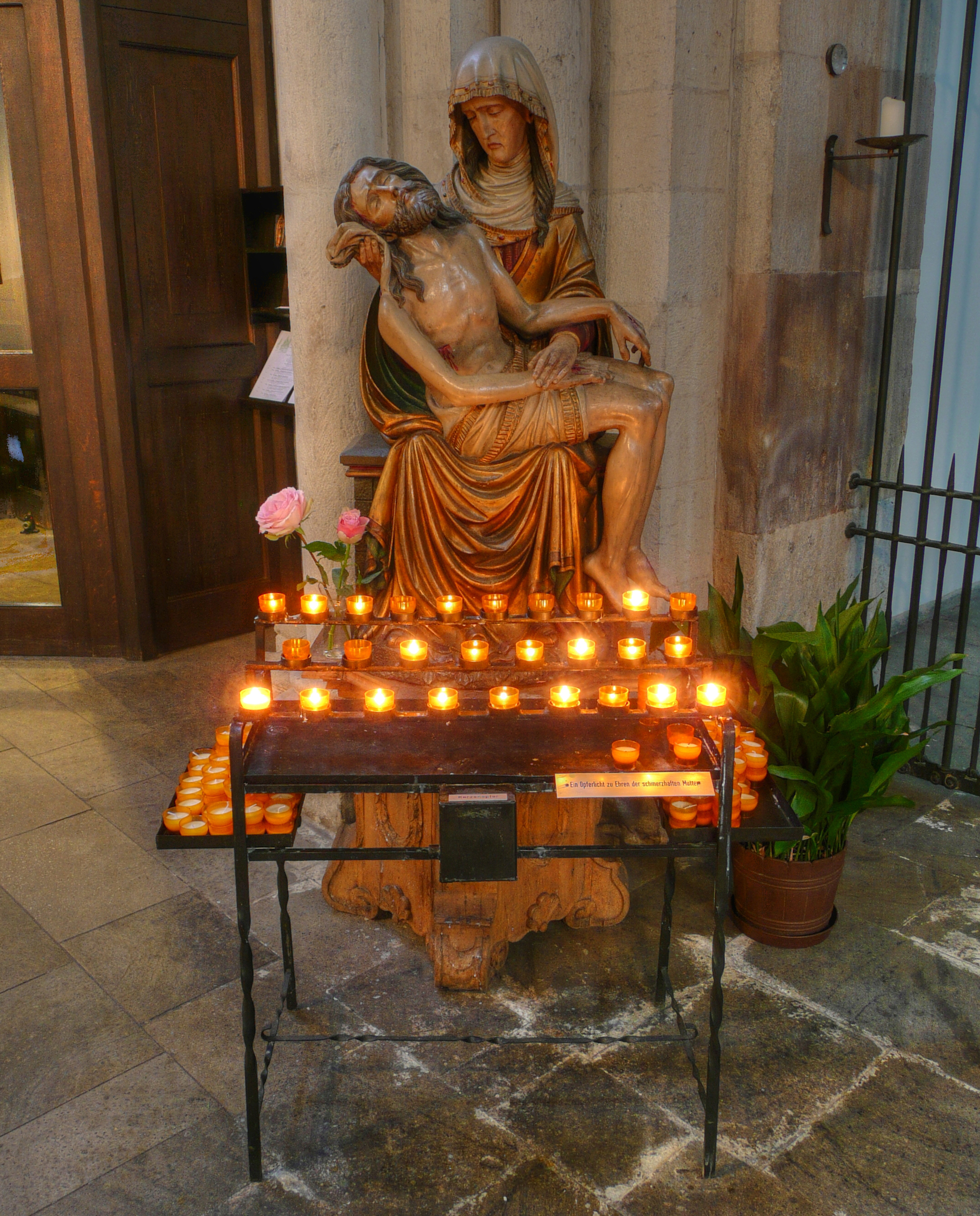
Piëta
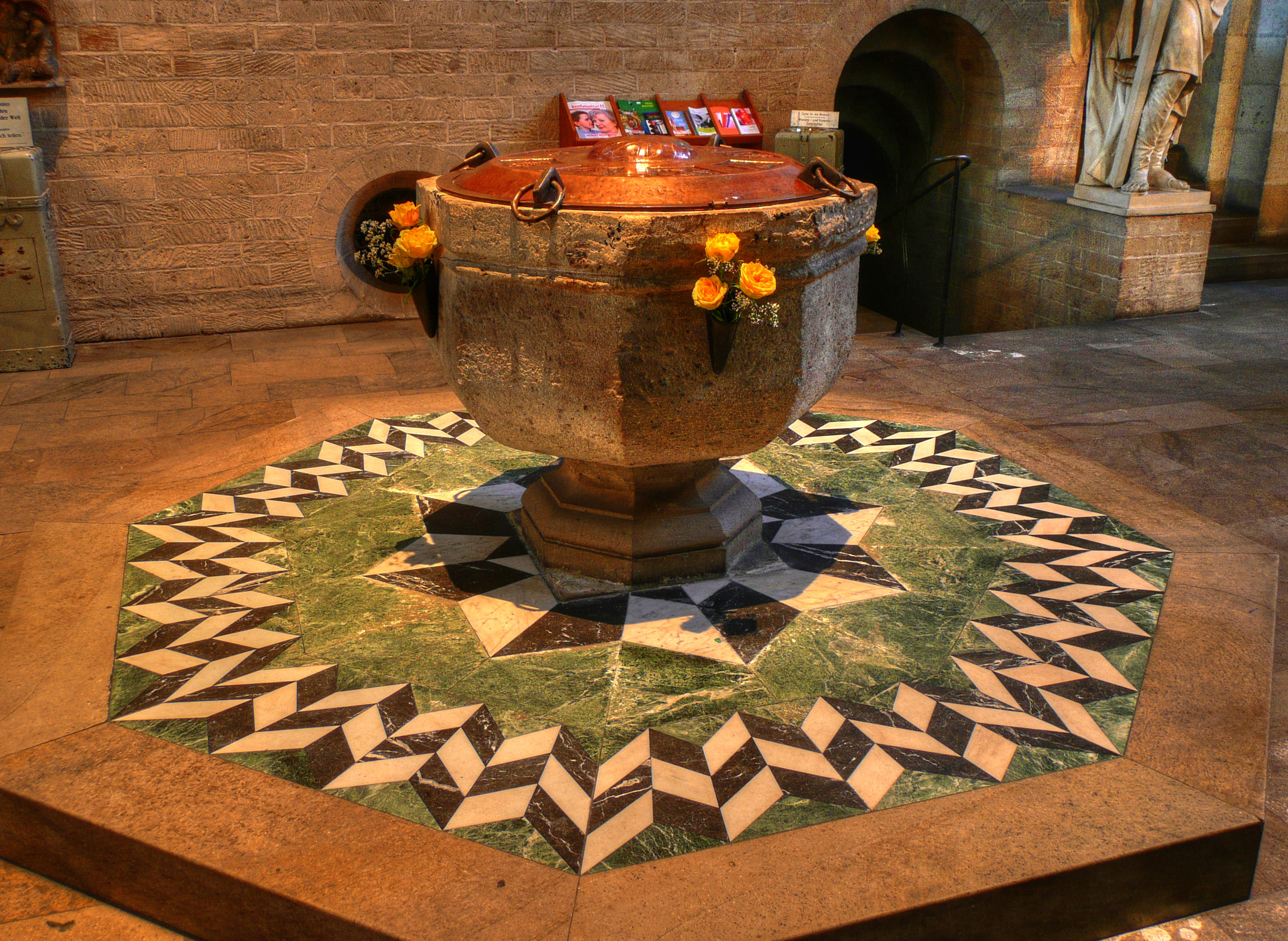
Doopbekken
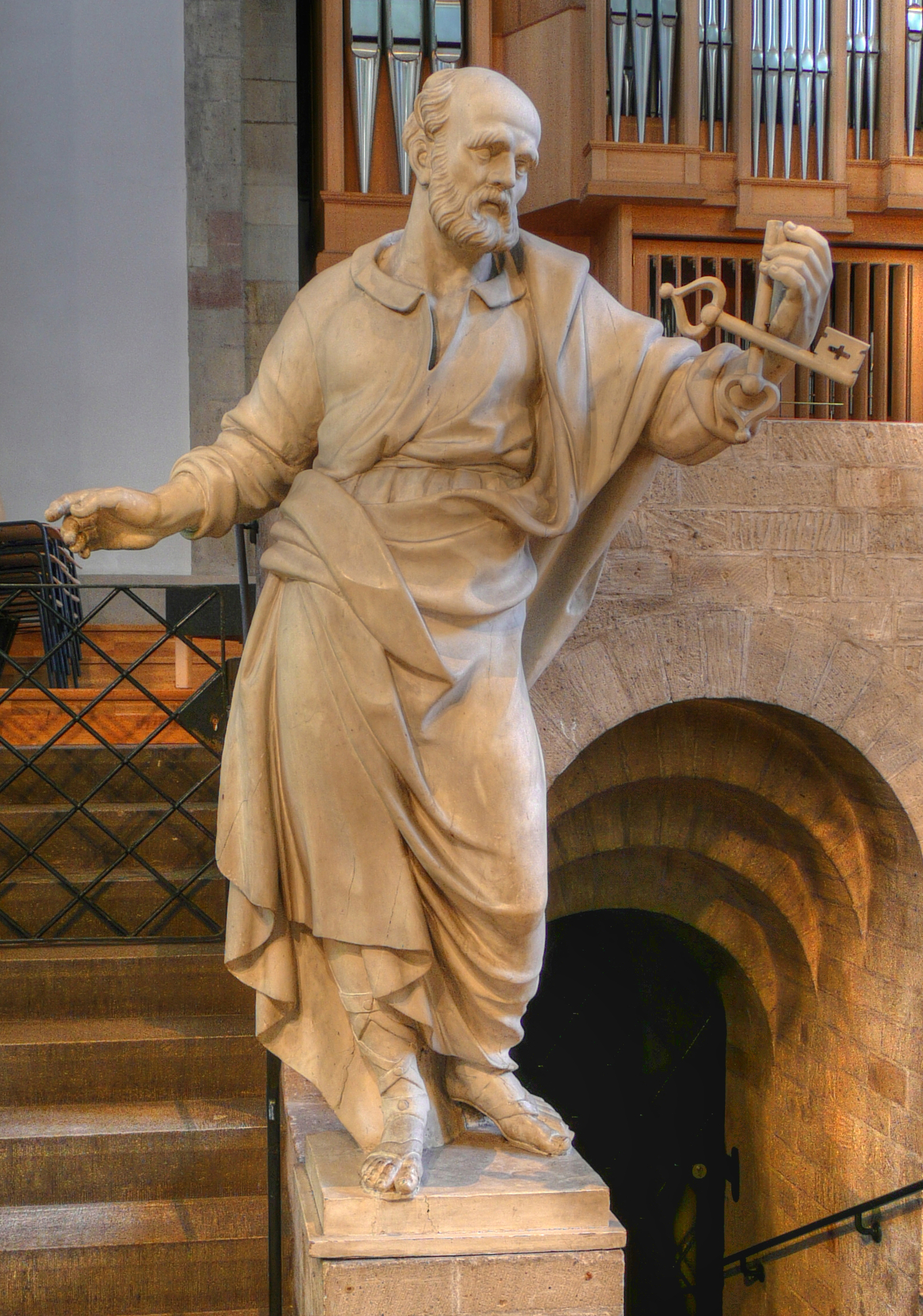
Beeld van de apostel Petrus
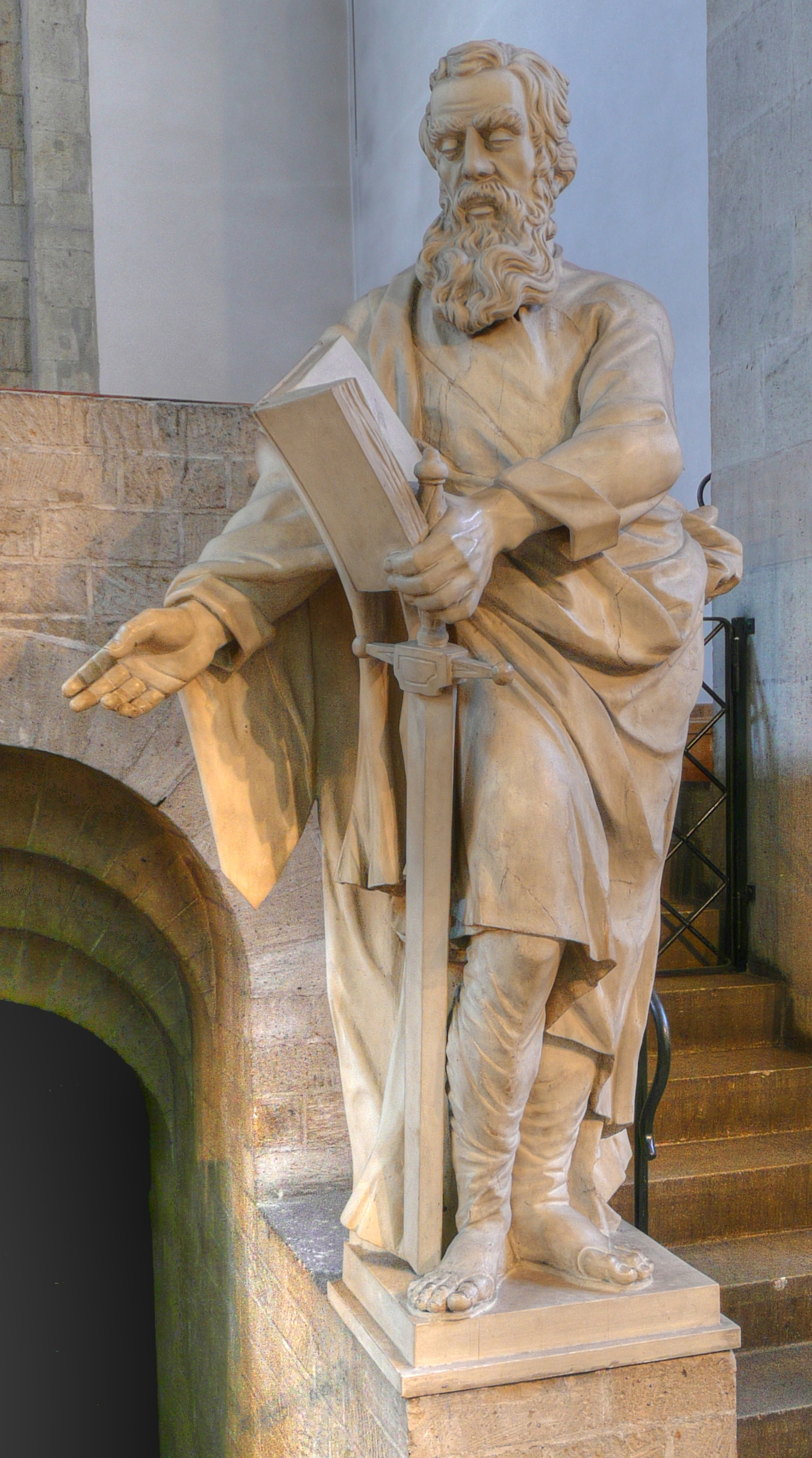
Beeld van de apostel Paulus

## Historische afbeeldingen

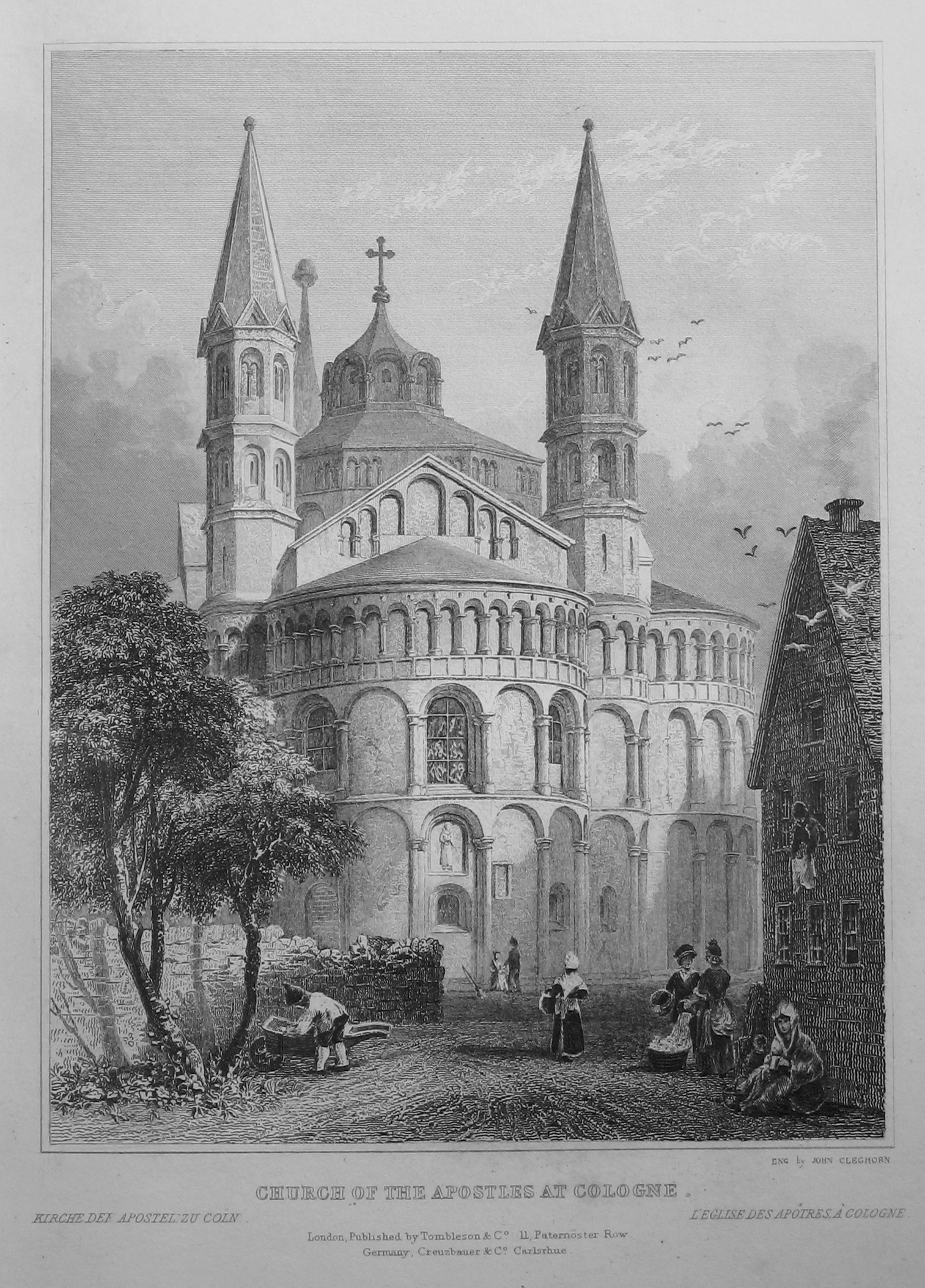
De kerk op een gravure uit 1840
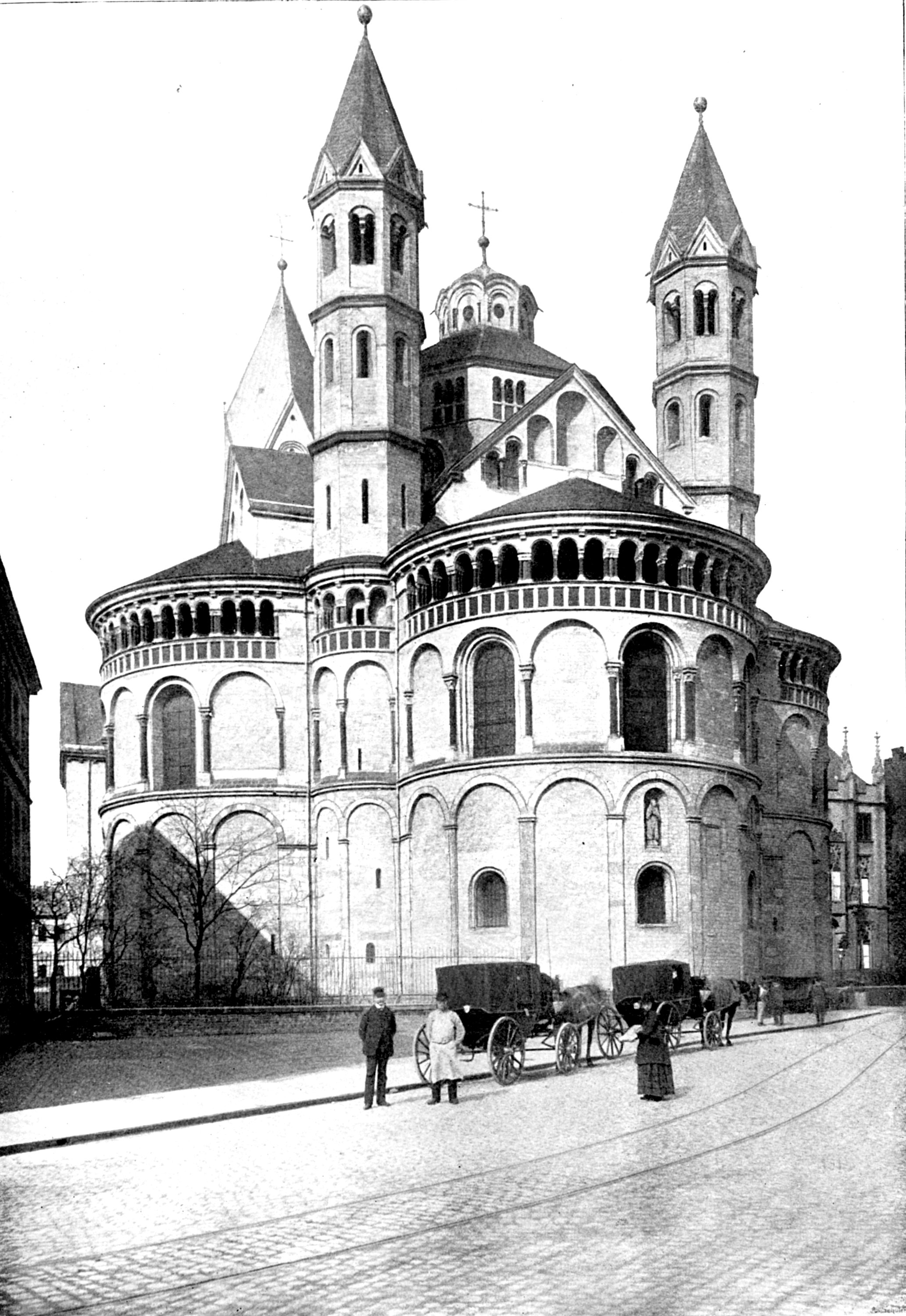
De koorzijde van de kerk in 1899
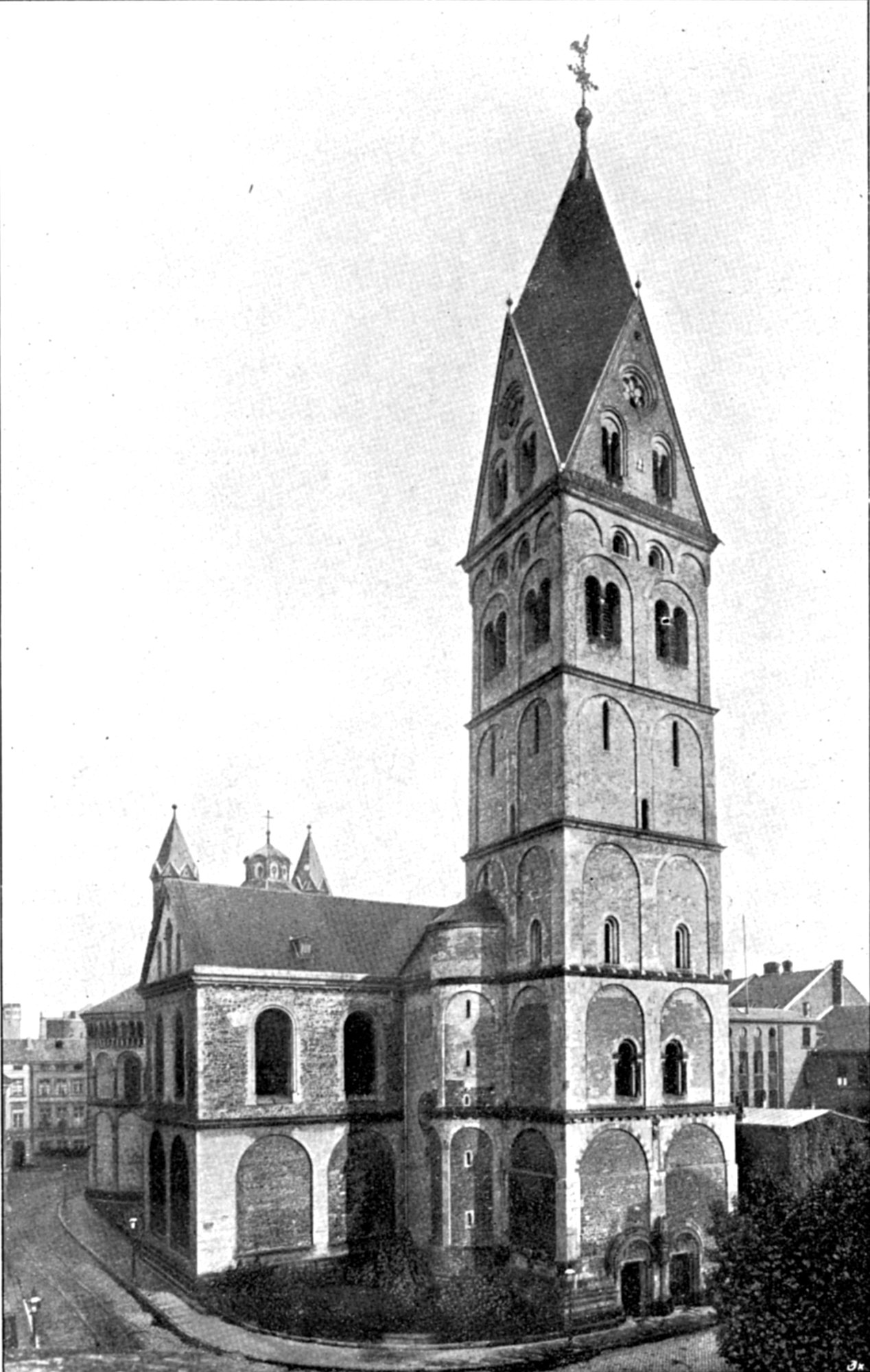
Het torenfront (1899)
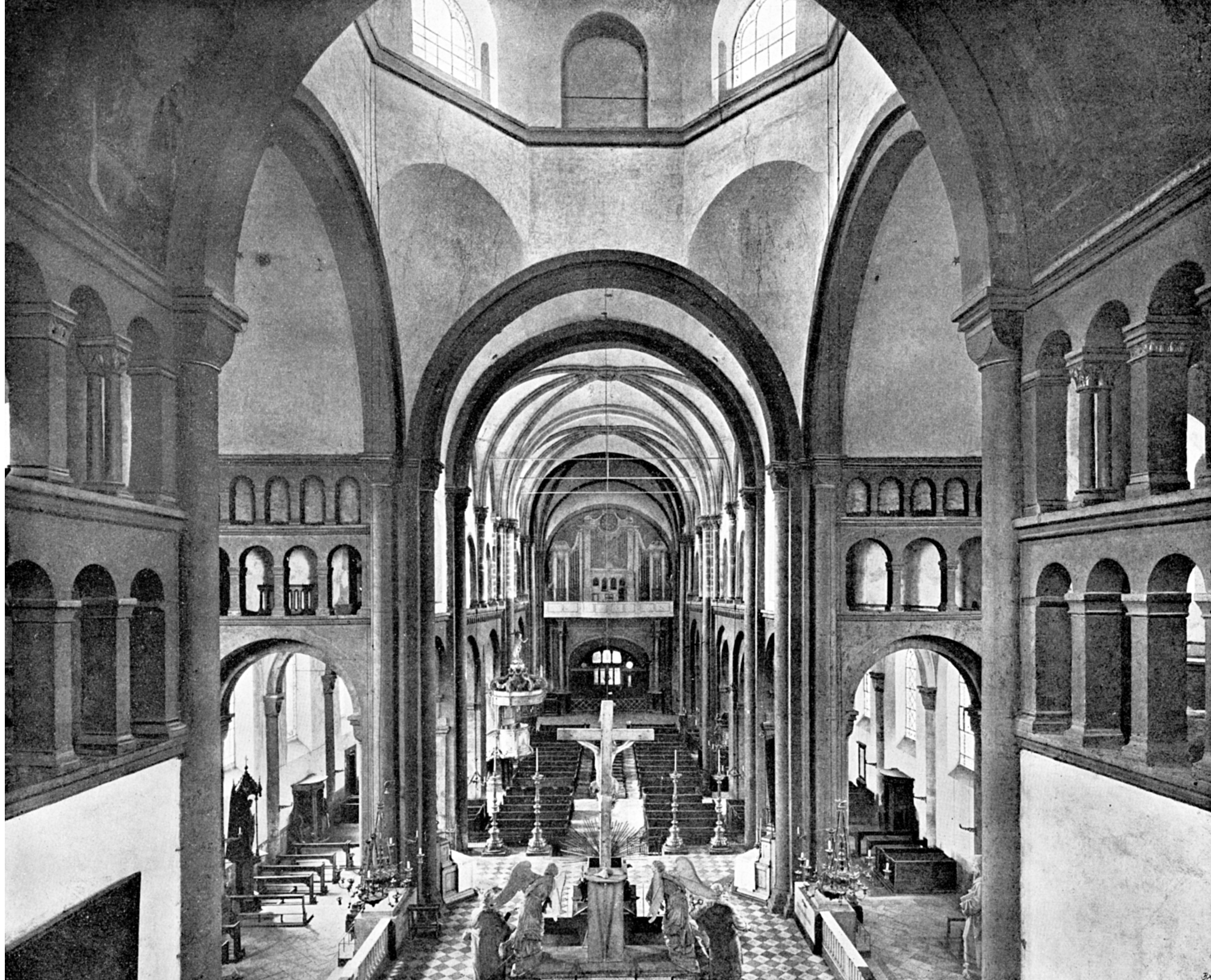
Het interieur voor de byzantijnse beschildering rond de eeuwwisseling (1899)
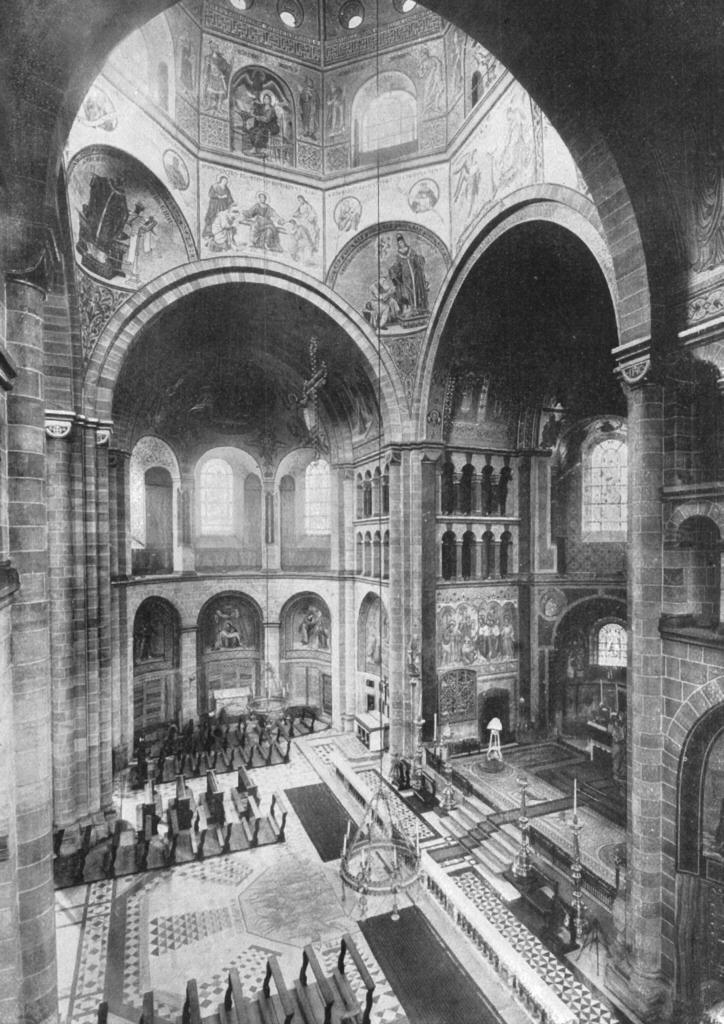
Het vooroorlogse interieur in 1925